# Corlăteni (okręg Botoszany)
Corlăteni – wieś w Rumunii, w okręgu Botoszany, w gminie Corlăteni. W 2011 roku liczyła 623 mieszkańców.